# Mischa Spoliansky
Mischa Spoliansky, född 28 december 1898 i Białystok, Ryssland (nu Polen), död 28 juni 1985 i London, var en tysk-engelsk kompositör av judisk börd.
Under 1920-talet verkade Spoliansky bland annat som pianist och arrangör i Dajos Bélas orkester. Han vann pris i kategorin bästa musik vid Filmfestivalen i Venedig 1935 för musiken till filmen Bosambo (Sanders of the River).

## Filmmusik i urval
- 1930 – Studie 5 (kortfilm)
- 1931 – Äventyrerskan från Dover (även roll)
- 1931 – Dubbelgångaren
- 1932 – En sorglustig barberare
- 1935 – Bosambo
- 1935 – Spöket reser västerut
- 1936 – Mannen som kunde göra underverk
- 1937 – Ökenskattens hemlighet
- 1939 – Han eller ingen
- 1941 – Sol och vår i Wien
- 1942 – Secret Service slår till
- 1944 – Ensam mot Gestapo
- 1944 – Spöket
- 1945 – Marocko
- 1946 – Nattens melodi
- 1947 – Frestelsens hamn
- 1948 – Brottets skörd
- 1948 – Inspiration (film, 1948)
- 1949 – Det hände på Capri
- 1949 – Adam och lilla Eva
- 1950 – Snurriga skolan
- 1950 – Kung Salomos skatt (okrediterad)
- 1950 – Härligt förälskad
- 1953 – Kvinnor på glid
- 1953 – Panik i varuhuset
- 1954 – Duell i djungeln
- 1957 – Saint Joan (film)
- 1958 – Mannen som visste sanningen
- 1959 – Hjälten från Kalapur
- 1973 – Hitlers sista dagar